# Chrystus Boleściwy

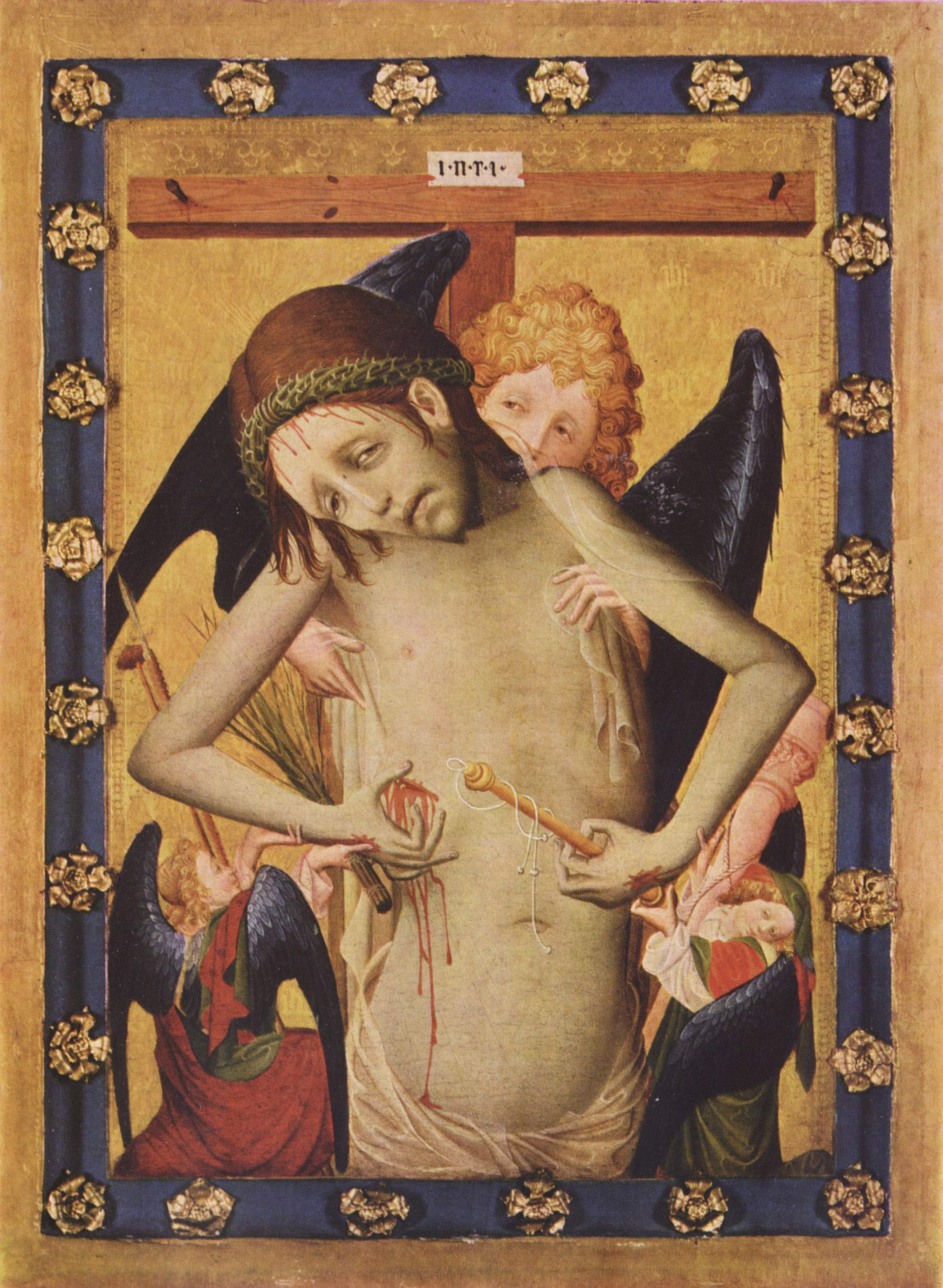
Vir Dolorum, Brat Francke, ok. 1430 Hamburg, Kunsthalle

Chrystus Boleściwy (łac. Vir Dolorum, Mąż Boleści) – w ikonografii chrześcijańskiej przedstawienie martwego lub zmartwychwstałego Jezusa Chrystusa niebędącego jeszcze w chwale, lecz ukazującego rany zadane podczas ukrzyżowania.
Wizerunek ten pojawił się w XII wieku w kręgu bizantyjskim jako ukazanie martwego Chrystusa ze skrzyżowanymi ramionami i koroną cierniową. Następnie w XIV wieku przez Włochy przedostał się do sztuki zachodniochrześcijańskiej gdzie wyewoluował w różne formy. Zawierały one niekiedy krzyż, arma Christi, sarkofag lub Jezusa zbierającego krew do kielicha z rany w boku.
Niekiedy występuje jako element Deesis w towarzystwie Matki Bożej i Jana Chrzciciela, aniołów, proroków lub innych świętych.